# Bitwa pod Aspern

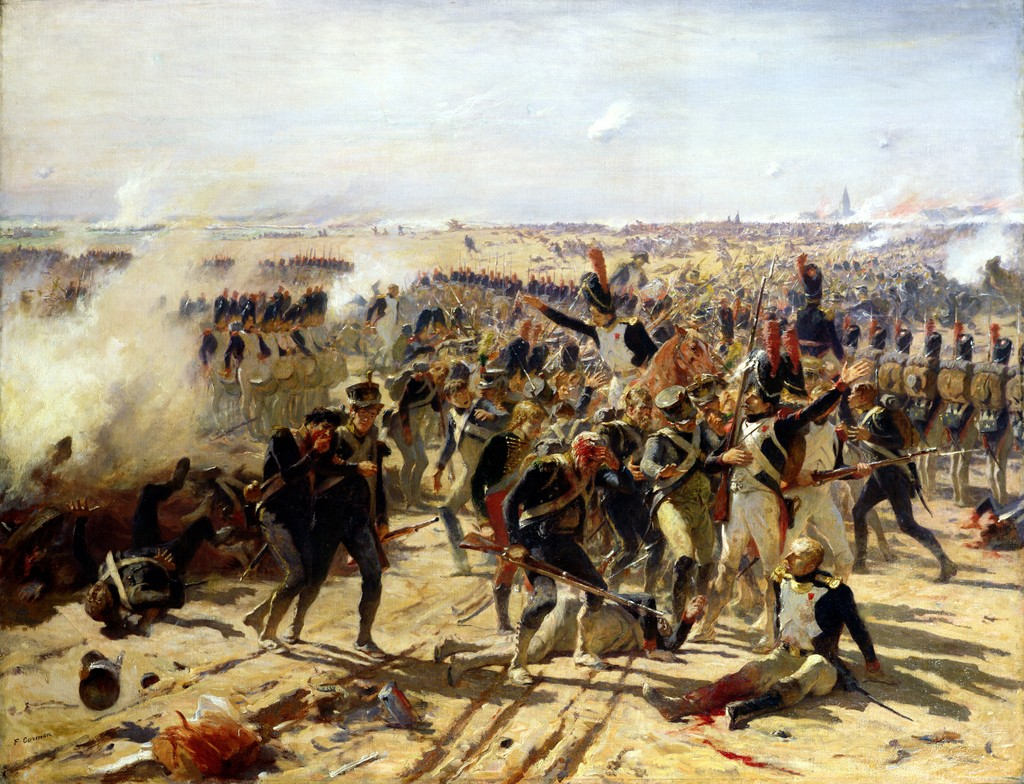
Bitwa pod Aspern – Francuzi odpierający ataki Austriaków (mal. Fernand Cormon)

Bitwa pod Aspern (lub bitwa pod Essling) – starcie zbrojne w dniach 21–22 maja 1809 roku pomiędzy wojskami napoleońskimi i austriackimi w rejonie miejscowości Aspern i Essling (dzielnice obecnego Wiednia).

## Działania poprzedzające
W dniu 16 maja 1809 r. armia arcyksięcia Karola Ludwika pobitego w bitwie pod Ratyzboną skierowała się przez Czechy w kierunku Dunaju. Tam Karol zdecydował się na obronę przed Francuzami strategicznie ważnego punktu przy skrzyżowaniu głównych dróg wiodących na Czechy, Morawy i Węgry. Tymczasem Francuzi 13 maja wyruszyli w kierunku Wiednia. Ich siły w liczbie 90 tysięcy ludzi stanęły na prawym brzegu Dunaju, który miały przekroczyć.

## Bitwa

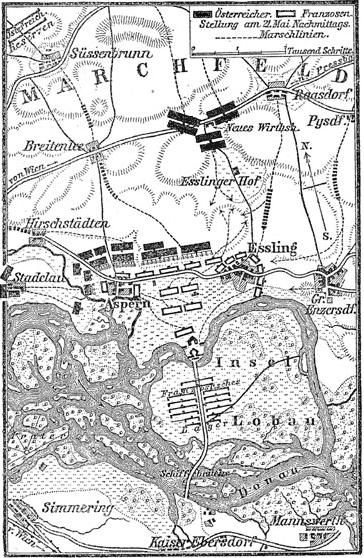
Sytuacyjny plan bitwy z topografią terenu

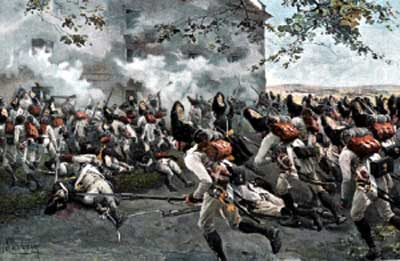
Natarcie piechoty austriackiej

Jako miejsce przeprawy Napoleon wybrał miejsce oddalone o jedną milę od Wiednia w okolicy wyspy Lobau. Rankiem 20 maja Francuzi rozpoczęli przeprawę zajmując miejscowości Aspern i Essling. Do godzin południowych 21 maja udało im się przeprawić 30 tysięcy żołnierzy na lewy brzeg Dunaju. Wojska dowodzone przez marszałka Massenę zajęły Aspern, oddziały marszałka Lannesa stanęły w Essling, a pomiędzy nimi rozlokowała się kawaleria pod dowództwem cesarza. W obliczu tej sytuacji arcyksiążę Karol na czele 75 tys. ludzi zdecydował się zaatakować nieprzyjaciela, zdecydowany odrzucić go na drugi brzeg rzeki. Następnie zamierzał zniszczyć mosty uniemożliwiając Francuzom ponowną przeprawę i obsadzić brzeg Dunaju swoją artylerią. 
Dopiero po kilkugodzinnych walkach na drogach i w domostwach oraz po załamaniu się ataku francuskiej kawalerii na austriacką piechotę, wojskom Karola udało się wyprzeć przeciwnika z Aspern. Nie powiodły się wszelkie francuskie próby odzyskania tej miejscowości. Mimo tamtejszej porażki, Francuzi utrzymali drugi punkt obrony – Essling, odpierając wszystkie ataki austriackie. 
Nocą, po naprawieniu głównego mostu, mocno zniszczonego przez Austriaków, Napoleon nakazał przeprawę pozostałych wojsk, po czym rankiem 22 maja wzmocnionymi siłami ponownie natarł na przeciwnika. Francuzi dysponowali już tylko 60 tysiącami żołnierzy, choć strona austriacka również poniosła ogromne straty w sile żywej. W trakcie ciężkich walk o obydwie miejscowości Austriacy znów próbowali zdobyć Essling. Miejscowości tej broniło prawe skrzydło francuskie, natomiast lewe dokonało natarcia na Aspern. Główny atak przypuścił Napoleon w centrum wojsk austriackich. Atak sił Lannesa groził przełamaniem szyków obronnych przeciwnika. W tym momencie arcyksiążę Karol osobiście przejął sztandar i stanął na czele osłabionych batalionów austriackich, nakazując również atak grenadierom z linii rezerwy, co ostatecznie spowodowało odparcie przeciwnika. 
Austriakom nie udało się jednak zdobyć Essling, gdzie Francuzi bronili się zaciekle. Natomiast w centrum walk wojska napoleońskie dostały się pod ciężki ostrzał artylerii. Śmiertelnie raniony został marszałek Lannes, zginął też m.in. generał St. Hilaire. W tej sytuacji siły francuskie nie były w stanie utrzymać się na lewym brzegu Dunaju i na rozkaz cesarza wycofały się przez wyspę Lobau. Uporządkowany odwrót przeprowadzony przez marszałka Massenę pozwolił Francuzom bez dalszych strat przejść na pozycje wyjściowe.

## Następstwa

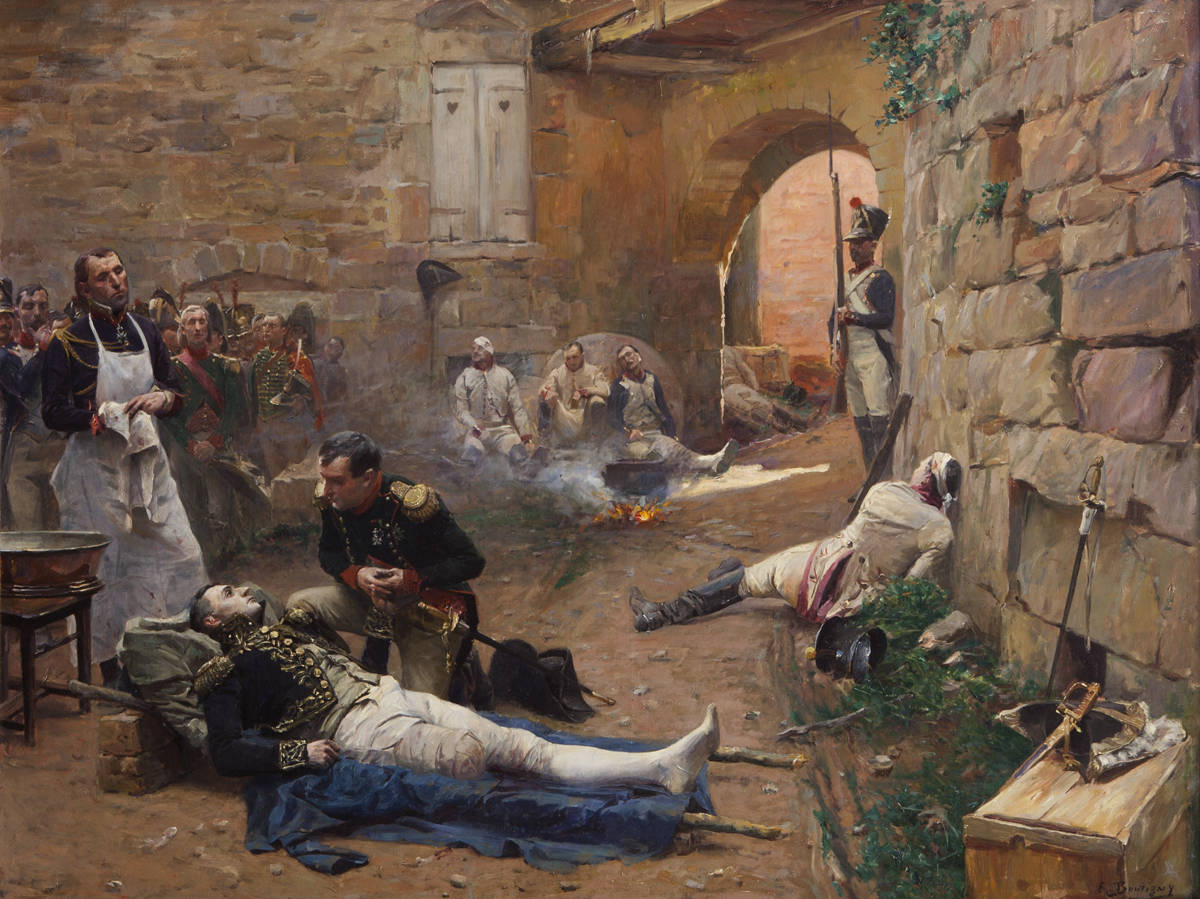
Marszałek Lannes dogorywający w obecności Napoleona (mal. Paul-Emile Boutingy, 1894)

Straty austriackie wyniosły 24 tysiące żołnierzy, Francuzi stracili 30 tysięcy ludzi. Plany Napoleona zmierzały do całkowitego zniszczenia wroga, porażka jednak sprawiła, że zmuszony został do wycofania się w dniu 23 maja. Wynik bitwy wywołał niepokój w Paryżu. W Tyrolu i północnych Niemczech pojawiły się natomiast nowe nadzieje na opowiedzenie się Prus po stronie koalicji antynapoleońskiej. Pod względem taktycznym bitwa była powtórzeniem starcia pod Frydlandem, lecz ze skutkiem na korzyść Austriaków. 
Marszałek Masséna za udane działania taktyczno-operacyjne otrzymał tytuł (kolejny) księcia Essling.
Dla samego Napoleona dotkliwym ciosem była śmierć słynącego z odwagi i traktowanego jak osobisty przyjaciel, zmarłego po amputacji nogi marszałka Lannesa.
Bitwa ta jest wymieniona na Łuku Triumfalnym w Paryżu.